# Hadero
Hadero – miasto w Etiopii, w regionie Narodów, Narodowości i Ludów Południa. Według danych szacunkowych na rok 2015 liczy 34 100 mieszkańców.